# Dubovskij rajon (Oblast' di Rostov)
Il Dubovskij rajon (in russo Дубовский район?) è un rajon dell'Oblast' di Rostov, nella Russia europea, il cui capoluogo è Dubovskoe. Istituito nel 1924, ricopre una superficie di 4.043,2 chilometri quadrati e nel 2009 ospitava una popolazione di circa 22.000 abitanti.